# Staatlicher Rundfunk
Als staatlichen Rundfunk bezeichnet man Hörfunk- oder Fernsehgesellschaften, die sich im Eigentum oder unter der unmittelbaren Kontrolle eines Staates befinden. Staatsmedien sind aufgrund ihrer fehlenden Unabhängigkeit umstritten. Sie werden oft im Zusammenhang mit Propaganda genannt.
Bekannte Beispiele für Staatssender sind Russia Today, das türkische TRT oder das chinesische CGTN.   
Neben staatlichen Medien gibt es auch privaten Rundfunk sowie öffentlich-rechtlichen Rundfunk.

## Geschichte
Die Geschichte des staatlichen Rundfunks beginnt mit der Erfindung des Radios. 
1887 entdeckte Heinrich Hertz elektromagnetische Wellen, die die Voraussetzung für den Rundfunk darstellen. 1904 gelang Otto Nussbaumer an der TU Graz die erste drahtlose Übertragung von Musik und Sprache; Nussbaumer sang das Dachsteinlied, das in anderen Räumen der Universität hörbar war.
Zunächst wollte man den Rundfunk für militärische Zwecke nutzen. Am 28. Oktober 1923 wurde das erste Mal Rundfunk für "Unterhaltungszwecke" in Deutschland gesendet. 
Der Staat stand der Technik des Rundfunks vielerorts skeptisch gegenüber; man hatte offenbar Angst vor der Beeinflussung der Massen. Zur Zeit der Weimarer Republik wollte der Staat sowohl die Inhalte als auch die Technik kontrollieren. Die Radio-Industrie wurde daher verpflichtet, nur solche Geräte herzustellen, mit denen lediglich ein enger Mittelwellenbereich empfangen und nicht selbst gesendet werden konnte.
Nach ihrer Machtübernahme 1933 kontrollierten die Nationalsozialisten den Rundfunk. Da schon in der Weimarer Republik Sendeanlagen und Empfangstechnik staatlich kontrolliert waren, hatten die neuen Machthaber nicht viel Mühe, den Rundfunk ganz in den Dienst ihrer Ideologie zu stellen. Joseph Goebbels machte das Radio dann zu einem Massenmedium, indem er ein billiges Radiogerät produzieren ließ: den Volksempfänger. 
In Deutschland gab es zur Zeit des Nationalsozialismus (Großdeutscher Rundfunk) und der DDR staatliche Rundfunkgesellschaften. In der DDR waren es der Rundfunk der DDR (Hörfunk) und der Deutsche Fernsehfunk. In Westdeutschland setzte die US-amerikanische Besatzungsmacht durch, dass der Rundfunk als publizistisches Medium die Regierung kontrolliert und nicht umgekehrt. Gegen maßgebliche Kreise gerichtet, denen eine Rundfunkordnung nach dem Vorbild der Weimarer Republik (Reichs-Rundfunk-Gesellschaft) vorschwebte, heißt es in dem von Lucius D. Clay 1947 erlassenen „Befehl zur Errichtung regierungsunabhängiger Rundfunkeinrichtungen“:

„Es ist die grundlegende Politik der US-Militärregierung, daß die Kontrolle über die Mittel der öffentlichen Meinung, wie Presse und Rundfunk, verteilt und von der Beherrschung durch die Regierung freigehalten werden müssen. Demgemäß ist der Deutschen Post die Beteiligung am Rundfunk in der US-Besatzungszone mit Ausnahmen der folgenden Funktionen verboten worden: a) Einziehung der Rundfunkgebühren […]; b) Zurverfügungstellung der für den Rundfunk notwendigen Kabel; c) Unterhaltung eines Rundfunk-Entstörungsdienstes.“

Laut dem 1. Rundfunk-Urteil des Bundesverfassungsgerichts verlangt Art. 5 GG, dass der Rundfunk „weder dem Staat noch einer gesellschaftlichen Gruppe ausgeliefert wird“, und schließt aus, dass „der Staat unmittelbar oder mittelbar eine Anstalt oder Gesellschaft beherrscht, die Rundfunksendungen veranstaltet.“
Auch wenn heute in Deutschland ein duales Rundfunksystem etabliert ist, in dem der öffentlich-rechtliche anstelle des staatlichen Rundfunks eine zentrale Rolle spielt, wird der Auslandssender Deutsche Welle als gemeinnützige Anstalt des öffentlichen Rechts von Steuergeldern finanziert. Unter staatlichem Einfluss stehen ebenfalls die Mitarbeiterprogramme Parlamentsfernsehen des Deutschen Bundestages (1990), Radio Andernach und Bundeswehr TV (2002), die sich nicht an die Allgemeinheit richten. Daneben werden oder wurden von deutschem Boden auch Programme staatlicher Rundfunkdienste anderer Staaten wie zum Beispiel das Programm des Auslandsdiensts der Stimme Russlands ausgestrahlt. Auch die Soldatensender AFN und BFBS gehören zu den ausländischen staatlichen Rundfunkdiensten, die von deutschem Boden aus senden.